# Ponte monumentale
Il Ponte Monumentale è un ponte stradale che attraversa via XX Settembre e collega i quartieri di Carignano e San Vincenzo, a Genova. 
Per le sue caratteristiche architettoniche e la sua centralità urbanistica, è divenuto uno dei simboli della città, ed è sottoposto a vincolo da parte della Soprintendenza per i beni archeologici della Liguria.

## Storia

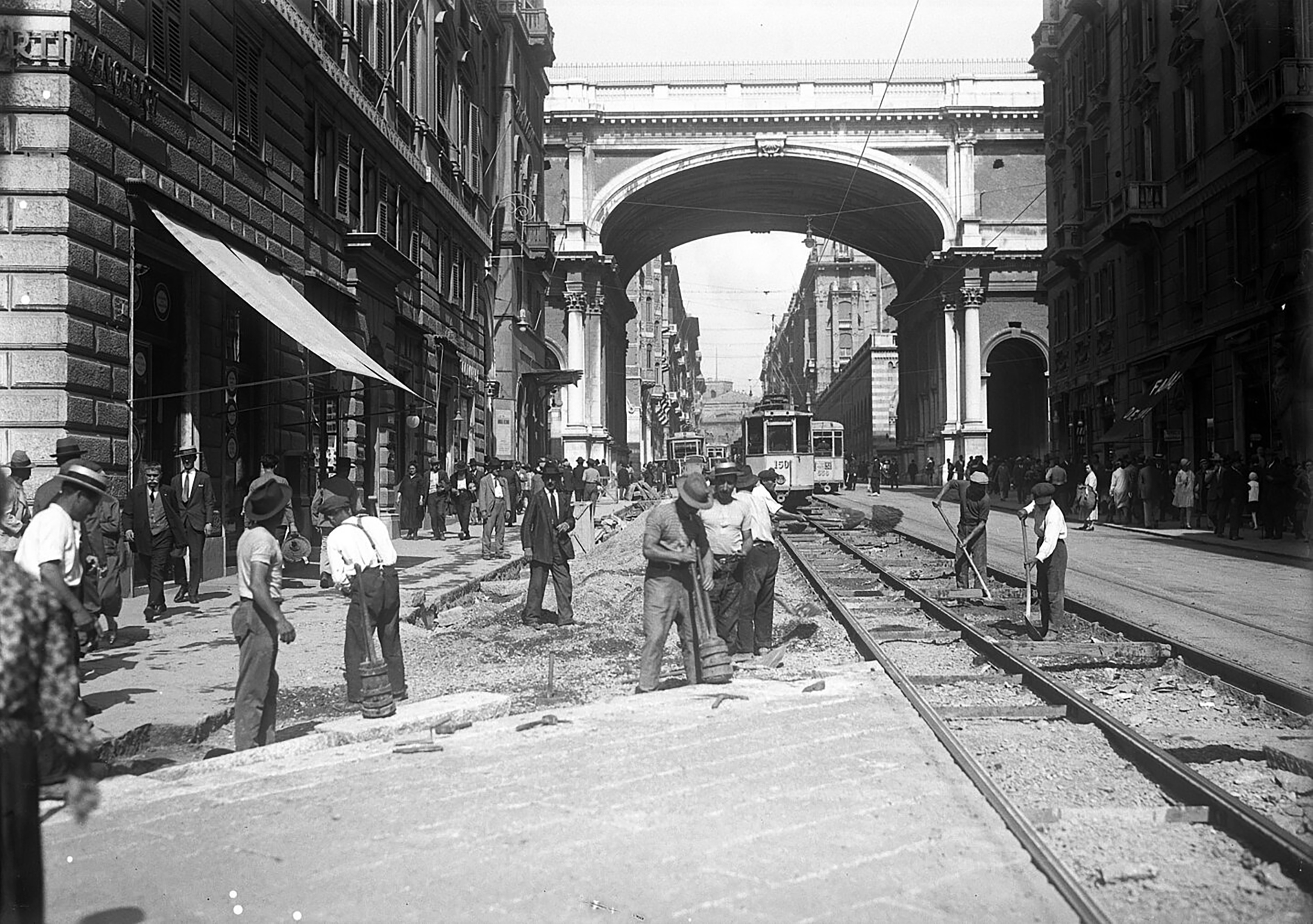
Una immagine del ponte negli anni Venti del Novecento

Il ponte fu progettato tra il 1890 e il 1893 dall'ingegnere e architetto genovese Cesare Gamba. Fu edificato nel 1895, prendendo il posto della Porta d'Archi (o Porta Santo Stefano), una delle porte d'accesso del varco orientale delle mura di Genova, progettata dall'architetto di origine ticinese Taddeo Carlone nel XVI secolo. Questa parte della cinta muraria cinquecentesca - le Mura Nuove - venne demolita durante la prorompente espansione urbanistica ed economica della città alla fine del XIX secolo. Il paramento della precedente porta venne smontato e ricomposto in via Banderali il 10 giugno 1896.
Da allora il ponte Monumentale sormonta via XX Settembre, uno degli assi viari più centrali e importanti del centro di Genova, creato negli stessi anni al posto delle antiche via Giulia e via della Consolazione.
Gamba progettò un'unica grande arcata di mattoni ispirandosi a quelle dei ponti ferroviari, sulla quale fu poi sovrapposto un apparato monumentale in pietra bianca di Mazzano con colonne e sculture in marmo. Le decorazioni furono ultimate nel 1930. L'opera fu criticata, nell'epoca della sua costruzione, poiché ritenuta fragile per sostenere il traffico che lo avrebbe attraversato.
Nel 1949, nelle nicchie dei due archi laterali vennero riportati i nomi dei caduti della libertà durante la Resistenza, su un'altra lapide venne inciso l'atto della resa delle truppe tedesche  del generale Günther Meinhold al CLN ligure, firmato il 25 aprile 1945 a Villa Migone e su un'altra ancora la concessione della Medaglia d'oro al valor militare alla città di Genova, conferita nel 1947.
Alla fine del 2022 è stato presentato e poi approvato il primo progetto di restauro del ponte dalla sua costruzione, grazie a un finanziamento di 3,3 milioni di euro ricavati dal Piano nazionale di ripresa e resilienza, da compiersi entro novembre 2025.

## Descrizione

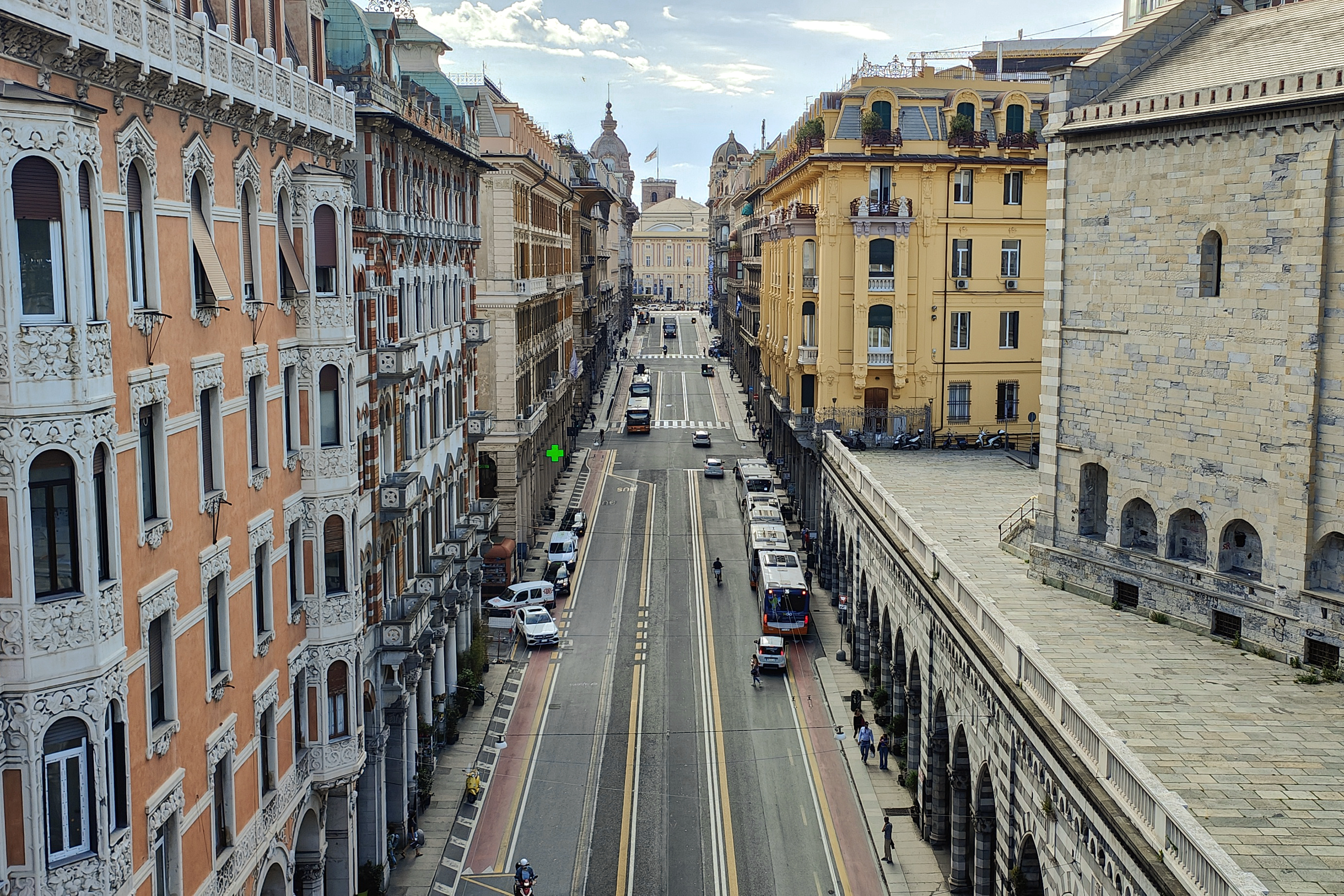
La vista dal ponte in direzione ovest, verso piazza De Ferrari

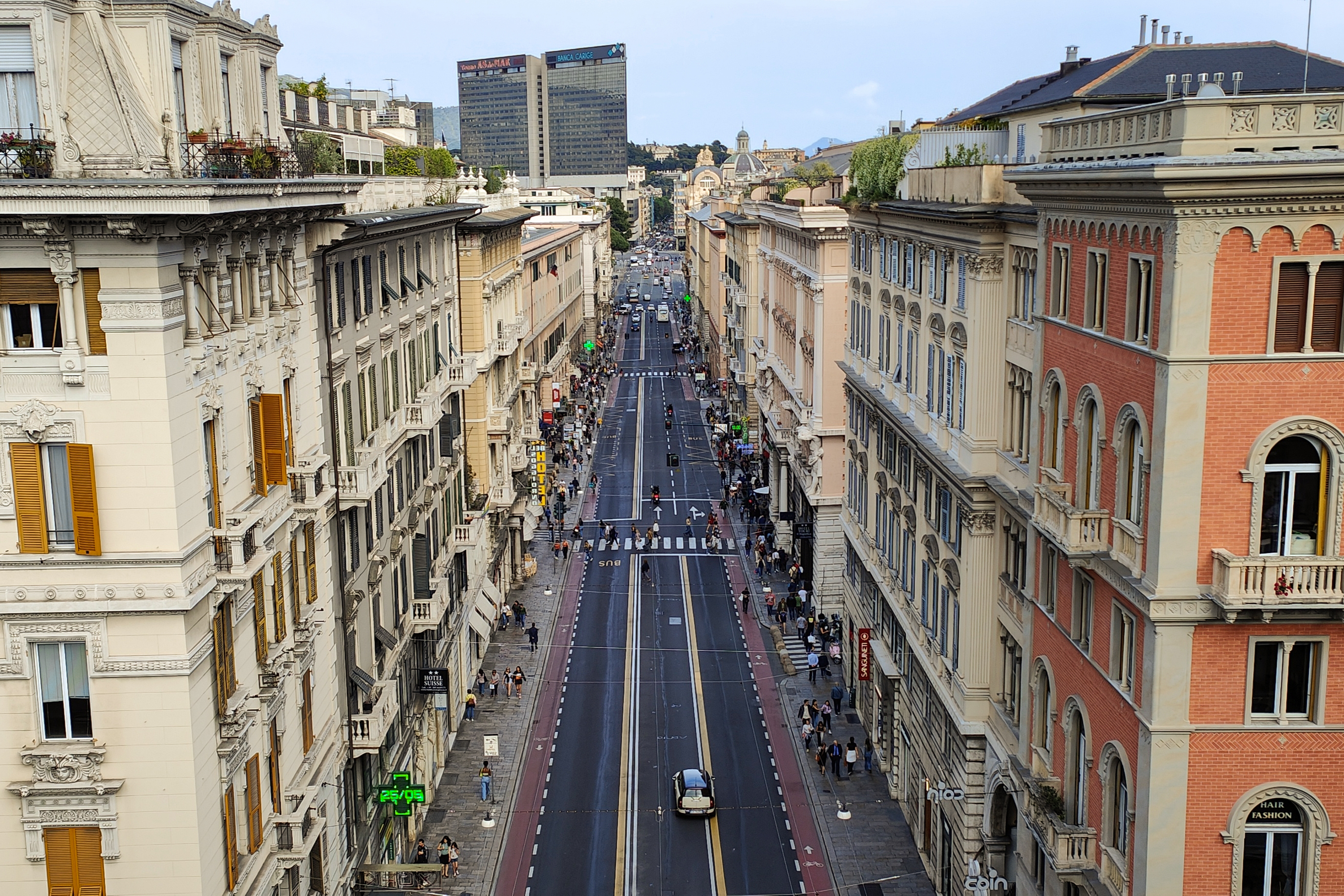
La vista dal ponte in direzione est, verso Piazza della Vittoria

La struttura portante del ponte è costituita da un monumentale arco di mattoni, mentre le arcate minori sono sorrette da colonne in marmo dove sono presenti alcune decorazioni e sculture in pietra.
Il ponte passa accanto all'antica chiesa di Santo Stefano, è costituito da tre fornici e ha un'altezza di 21 metri, che crea un efficace punto panoramico sull'arteria sottostante, collegata con scalini e un ascensore al Corso Andrea Podestà, dedicato all'omonimo sindaco di Genova, ed è anche un ponte pedonale.
Dall'interno del ponte si può accedere alla cosiddetta "Genova sotterranea" tramite visite guidate, attraverso grotte, tunnel e cunicoli nel sottosuolo del capoluogo ligure.